# Kokořín
Kokořín – wieś i gmina w Czechach, w powiecie Mielnik, w kraju środkowoczeskim. Według danych z dnia 1 stycznia 2013 liczyła 374 mieszkańców. Na terenie gminy znajduje się Zamek Kokořín.